# Ropele
Ropele (prononciation : [rɔˈpɛlɛ]) est un village polonais de la gmina de Ciechanów dans le powiat de Ciechanów de la voïvodie de Mazovie dans le centre-est de la Pologne.
Il se situe à environ 6 kilomètres au nord de Ciechanów (siège de la gmina et du powiat) et à 82 kilomètres au nord de Varsovie (capitale de la Pologne).

## Histoire
De 1975 à 1998, le village appartenait administrativement à la voïvodie de Ciechanów.